# 胜越
勝越（日语：勝ち越し）是指在大相扑的一个场所共15天，每天一场的比赛中相扑力士取得八胜或以上战绩（如八胜七败或十五胜零败）。等级为关胁、小结及前头一的力士取得胜越战绩后通常能提升等级和薪水。
取得八胜以下的战绩则称为负越。
在幕下或等級更低的比賽，由於力士只需要比賽7天，因此只要取得四勝或以上的戰績，就會被視為勝越。